# Schwabach (stacja kolejowa)
Schwabach – stacja kolejowa w Schwabach, w kraju związkowym Bawaria, w Niemczech. Znajdują się tu 2 perony.